# Twórczość malarska Leonarda da Vinci
Twórczość malarska Leonarda da Vinci obejmuje kilkanaście obrazów olejnych i fresków. Leonardo da Vinci uchodzi za jednego z najwybitniejszych malarzy w historii sztuki. Jego dzieła są porównywane z obrazami Michała Anioła i Rafaela.
Charakterystyczne dla twórczości Leonarda jest stosowanie sfumato: modelunku malarskiego o łagodnych przejściach światłocieniowych, który umożliwia zacieranie konturów. Tworząc obrazy opracowywał nowe techniki. Nie wszystkie eksperymenty zakończył się sukcesem: do czasów współczesnych nie zachował się fresk Bitwa pod Anghiari, a Ostatnia Wieczerza znajduje się w złym stanie. Wiele obrazów dopracowywał przez kilkanaście lat.
Leonardo uczył się malarstwa w warsztacie Andrei del Verrocchia. Tam opanował anatomię plastyczną, technikę rysunki, mechanikę, stosowanie światła i cieni. Zachowały się studia draperii z czasów nauki u Verrocchia, powstałe ok. 1470 roku. Jako uczeń Verrocchia Leonardo uczestniczył w malowaniu obrazów Tobiasz i Anioł (ok. 1468–1470 roku lub 1470–1475) oraz Chrzest Chrystusa (ok. 1470–1476). Na obrazie Tobiasz i Anioł Leonardo miał namalować rybę i psa. Na Chrzcie Chrystusa autorstwa Leonarda jest anioł po lewej stronie. Ponadto Leonardo miał przemalować postać Jezusa i zamglony krajobraz.
Leonardo uważał, że malarstwo przewyższa poezję, rzeźbiarstwo czy też muzykę. Uważał poezję za gorszą sztukę. Jego zdaniem malarz za pomocą jednego obrazu potrafił wyrazić tyle samo, co poeta za pomocą wielu słów. Pogląd o wyższości malarstwa nad innymi dziedzinami sztuki był sprzeczny z obowiązującym wówczas poglądem, że malarstwo jest wyłącznie sztuką mechaniczną. Leonardo porównywał malarstwo z innymi gałęziami sztuki podczas dyskusji (m.in podczas debaty zorganizowanej w Castello Sforzesco 9 lutego 1498 roku) oraz w prywatnych notatkach. W notatkach podkreślał powiązanie malarstwa z zasadami perspektywy i optyki. Notatki o malarstwie zostały wydane po śmierci Leonarda przez jego ucznia Francesca Melziego w zbiorze znanym dzisiaj jako Traktat o malarstwie.
Leonardo w latach 1490–1491 pracował nad traktatem o światłocieniu (chiaroscuro). Zdefiniował różne rodzaje źródeł światła (np.: światło pochodne, światło odbite) i jego odmiany, m.in.: aria restretta – światło wpadające przez okno i lumo libero – światło rozproszone w plenerze. Padanie światła na przedmiot określił mianem perchussione (uderzenie), podkreślając jego dynamiczny charakter. Leonardo zaznacza przy tym, iż światło i cień to najpewniejsze środki do poznania kształtów wszelkich ciał.
Większość obrazów została namalowana dla mecenasów i osób prywatnych.

## Obrazy Leonarda Da Vinci
| Obraz | Tytuł                        | Data powstania | Lokalizacja                                                                            | Uwagi |
| ----- | ---------------------------- | --- | -------------------------------------------------------------------------------------- | --- |
|       | Zwiastowanie                 | 1472–1476 | Galeria Uffizi we Florencji                                                            | Brak zgody, czy Leonardo jest jedynym autorem obrazu czy też obraz namalowało kilku malarzy, z czego Leonardo miał największy wkład w jego powstanie                                                                                         |
|       | Madonna z goździkiem         | 1473–1475 | Stara Pinakoteka w Monachium                                                           | Obraz znany również pod tytułem Madonna monachijska |
|       | Madonna Benois               | 1478–1480 | Ermitaż w Sankt Petersburgu                                                            | Obraz znany również pod tytułem Madonna z Dzieciątkiem i kwiatem |
|       | Portret Ginevry Benci        | ok. 1478 roku lub ok. 1478–1480 | National Gallery of Art w Waszyngtonie                                                 | |
|       | Święty Hieronim na pustyni   | Brak dokładnej daty, w źródłach można przeczytać, że Leonardo pracował nad obrazem w latach: ok. 1480–1482, ok. 1481–1482 lub ok. 1485–1488 | Muzea Watykańskie                                                                      | Obraz nieukończony |
|       | Pokłon Trzech Króli          | 1481–1482 | Galeria Uffizi we Florencji                                                            | Obraz nieukończony |
|       | Meduza                       | przed 1482 |                                                                                        | Obraz zaginiony |
|       | Madonna w grocie – I wersja  | 1483–1485/1486 | Luwr w Paryżu                                                                          | Obraz znany również pod tytułem Madonna wśród skał |
|       | Portret muzyka               | ok. 1485 lub między 1488 a 1490 | Pinakoteka Ambrozjańska w Mediolanie                                                   | Obraz znany również pod tytułami Portret młodego mężczyzny, Muzyk; uchodzi za nieukończony. |
|       | Dama z gronostajem           | ok. 1489–1490 | Muzeum Książąt Czartoryskich w Krakowie                                                | Obraz znany również pod tytułami: Portret Cecylii Gallerani, Portret damy z gronostajem, Dama z łasiczką, Dama z łasicą |
|       | La Belle Ferronière          | między 1490 a 1495 | Luwr w Paryżu                                                                          | |
|       | Madonna w grocie – II wersja | 1493–1495 i 1503–1508 (lub 1506–1508) | National Gallery w Londynie                                                            | Obraz znany również pod tytułem Madonna wśród skał |
|       | Ostatnia Wieczerza           | 1494/1495–1498 | Santa Maria della Grazie w Mediolanie                                                  | |
|       | Leda z łabędziem             | początek XVI w. | —                                                                                      | Obraz zaginiony, znany za sprawą kopii i źródeł pisanych |
|       | Madonna z kądzielą           | ok. 1501 | Scottish National Gallery w Edynburgu                                                  | Obraz znany również pod tytułami Madonna z kołowrotkiem i Madonna z wrzecionem |
|       | Święta Anna Samotrzecia      | ok. 1502-1518 | Luwr w Paryżu                                                                          | |
|       | Bitwa pod Anghiari           | 1503–1506 | —                                                                                      | Nieukończone malowidło nie zachowało się do czasów współczesnych |
|       | Mona Lisa                    | 1503–1507 | Luwr w Paryżu                                                                          | |
|       | Zbawiciel świata             | 1510–1515 | Kolekcja prywatna, własność księcia koronnego Arabii Saudyjskiej Muhammada ibn Salmana | Autorstwo Leonarda kwestionowane |
|       | Jan Chrzciciel               | ok. 1509/1513–1516 | Luwr w Paryżu                                                                          | |
|       | Madonna z Dziecięciem        | XVI w. |                                                                                        | Obraz zaginiony. Według relacji Vasariego miał to być mały obraz, zamówiony przez datariusza papieskiego Baldassarego Turini z Pescii. Obraz znany z kopii wykonanych przez uczniów Leonarda.                                                |
|       | Dzieciątko                   | XVI w. |                                                                                        | Obraz zaginiony. Według relacji Vasariego miał to być mały obraz, zamówiony przez datariusza papieskiego Baldassarego Turini z Pescii. Obraz znany z kopii wykonanych przez uczniów Leonarda.                                                |
|       | Portret Constanzy d’Avalos   | XVI w. |                                                                                        | Obraz bez oficjalnego tytułu. Był to portret księżnej Francavilli Constanzy d’Avalos, zamówiony przez nią samą. Na portrecie księżna miała na sobie wdowie szaty, jej twarz wyrażała powagę. Obraz nie zachował się do czasów współczesnych. |

Ponadto Leonardowi przypisuje się autorstwo obrazu Święty Jan Chrzciciel z atrybutami Bachusa, namalowanego około lat 1513–1516. Autorstwo obrazu wzbudza kontrowersje, wśród autorów wymieniani są również Francesco Melzi, Cesare da Sesto lub że obraz namalował Leonardo wraz ze swoimi uczniami.